# Univerza v Novem mestu
Univerza v Novem mestu – słoweńska uczelnia prywatna w mieście Novo mesto. Uniwersytet został założony w 2017 roku.
Funkcję rektora pełni Marjan Blažič.